# Król (szachy)
| Król | Król |
| ---- | ---- |
|      |      |

Król – kluczowa figura w szachach. W tradycyjnym początkowym ustawieniu bierek król znajduje się pomiędzy hetmanem i królewskim gońcem, na pierwszej (ósmej) linii. W notacji algebraicznej król białych znajduje się na polu e1, król czarnych na e8. Król jest specyficzną figurą, ponieważ zasadniczym celem przeciwnika jest jego osaczenie.
Król może poruszać się o jedno pole w dowolnym kierunku (pionowo, poziomo lub na ukos), nie może jednak wejść na pole atakowane przez bierkę przeciwnika. Jak wszystkie inne bierki, król bije bierkę przeciwnika wchodząc na pole przez nią zajmowane (z zastrzeżeniem, że nie może to pole być atakowane przez inną bierkę przeciwnika). Król może również wykonać specyficzne posunięcie, zwane roszadą.
Jeśli król jest atakowany przez bierkę (bierki) przeciwnika, mówi się, że jest w szachu lub jest szachowany. W takiej sytuacji gracz ma obowiązek bronić króla (nie może wykonać innego ruchu) przez przesunięcie go na inne pole, zbicie atakującej bierki przeciwnika lub przesłonięcie ataku własną bierką. W odróżnieniu od innych bierek król nie może szachować króla przeciwnika.
Gdy król jest atakowany przez przeciwnika i nie ma możliwości obrony, mówi się, że powstał mat (król został zamatowany), a gra kończy się przegraną.
Jeśli król nie jest szachowany, lecz gracz nie może wykonać żadnego ruchu, mówi się, że powstał pat, który kończy grę remisem.
W debiucie król rzadko odgrywa aktywną rolę. Zazwyczaj celem debiutu jest m.in. umieszczenie króla w bezpiecznym miejscu, osłoniętego własnymi bierkami i trudno dostępnego dla bierek przeciwnika, a także rozmieszczenie swojej armii na dogodnych pozycjach. Im mniej bierek jest na szachownicy, tym mniejsze niebezpieczeństwo grozi królowi, więc wraz z rozwojem gry król może odgrywać coraz aktywniejszą rolę. W grze końcowej aktywność króla często decyduje o wyniku partii.
Królowi nie można przypisać liczbowej wartości, tak jak innym bierkom, ponieważ nie może być zbity. Oprócz tego jest to także jedyna figura na którą nie można wymienić pionka w trakcie jego promocji. W tym rozumieniu wartość króla jest nieskończona. Jednak można szacować ofensywną lub defensywną siłę króla w końcówkach na nieco większą od skoczka lub gońca.
|   | a | b | c | d | e | f | g | h |   |
| 8 | c5 – Czarne kółko · d5 – Czarne kółko · e5 – Czarne kółko · c4 – Czarne kółko · d4 – Biały król · e4 – Czarne kółko · c3 – Czarne kółko · d3 – Czarne kółko · e3 – Czarne kółko | c5 – Czarne kółko · d5 – Czarne kółko · e5 – Czarne kółko · c4 – Czarne kółko · d4 – Biały król · e4 – Czarne kółko · c3 – Czarne kółko · d3 – Czarne kółko · e3 – Czarne kółko | c5 – Czarne kółko · d5 – Czarne kółko · e5 – Czarne kółko · c4 – Czarne kółko · d4 – Biały król · e4 – Czarne kółko · c3 – Czarne kółko · d3 – Czarne kółko · e3 – Czarne kółko | c5 – Czarne kółko · d5 – Czarne kółko · e5 – Czarne kółko · c4 – Czarne kółko · d4 – Biały król · e4 – Czarne kółko · c3 – Czarne kółko · d3 – Czarne kółko · e3 – Czarne kółko | c5 – Czarne kółko · d5 – Czarne kółko · e5 – Czarne kółko · c4 – Czarne kółko · d4 – Biały król · e4 – Czarne kółko · c3 – Czarne kółko · d3 – Czarne kółko · e3 – Czarne kółko | c5 – Czarne kółko · d5 – Czarne kółko · e5 – Czarne kółko · c4 – Czarne kółko · d4 – Biały król · e4 – Czarne kółko · c3 – Czarne kółko · d3 – Czarne kółko · e3 – Czarne kółko | c5 – Czarne kółko · d5 – Czarne kółko · e5 – Czarne kółko · c4 – Czarne kółko · d4 – Biały król · e4 – Czarne kółko · c3 – Czarne kółko · d3 – Czarne kółko · e3 – Czarne kółko | c5 – Czarne kółko · d5 – Czarne kółko · e5 – Czarne kółko · c4 – Czarne kółko · d4 – Biały król · e4 – Czarne kółko · c3 – Czarne kółko · d3 – Czarne kółko · e3 – Czarne kółko | 8 |
| 7 | c5 – Czarne kółko · d5 – Czarne kółko · e5 – Czarne kółko · c4 – Czarne kółko · d4 – Biały król · e4 – Czarne kółko · c3 – Czarne kółko · d3 – Czarne kółko · e3 – Czarne kółko | c5 – Czarne kółko · d5 – Czarne kółko · e5 – Czarne kółko · c4 – Czarne kółko · d4 – Biały król · e4 – Czarne kółko · c3 – Czarne kółko · d3 – Czarne kółko · e3 – Czarne kółko | c5 – Czarne kółko · d5 – Czarne kółko · e5 – Czarne kółko · c4 – Czarne kółko · d4 – Biały król · e4 – Czarne kółko · c3 – Czarne kółko · d3 – Czarne kółko · e3 – Czarne kółko | c5 – Czarne kółko · d5 – Czarne kółko · e5 – Czarne kółko · c4 – Czarne kółko · d4 – Biały król · e4 – Czarne kółko · c3 – Czarne kółko · d3 – Czarne kółko · e3 – Czarne kółko | c5 – Czarne kółko · d5 – Czarne kółko · e5 – Czarne kółko · c4 – Czarne kółko · d4 – Biały król · e4 – Czarne kółko · c3 – Czarne kółko · d3 – Czarne kółko · e3 – Czarne kółko | c5 – Czarne kółko · d5 – Czarne kółko · e5 – Czarne kółko · c4 – Czarne kółko · d4 – Biały król · e4 – Czarne kółko · c3 – Czarne kółko · d3 – Czarne kółko · e3 – Czarne kółko | c5 – Czarne kółko · d5 – Czarne kółko · e5 – Czarne kółko · c4 – Czarne kółko · d4 – Biały król · e4 – Czarne kółko · c3 – Czarne kółko · d3 – Czarne kółko · e3 – Czarne kółko | c5 – Czarne kółko · d5 – Czarne kółko · e5 – Czarne kółko · c4 – Czarne kółko · d4 – Biały król · e4 – Czarne kółko · c3 – Czarne kółko · d3 – Czarne kółko · e3 – Czarne kółko | 7 |
| 6 | c5 – Czarne kółko · d5 – Czarne kółko · e5 – Czarne kółko · c4 – Czarne kółko · d4 – Biały król · e4 – Czarne kółko · c3 – Czarne kółko · d3 – Czarne kółko · e3 – Czarne kółko | c5 – Czarne kółko · d5 – Czarne kółko · e5 – Czarne kółko · c4 – Czarne kółko · d4 – Biały król · e4 – Czarne kółko · c3 – Czarne kółko · d3 – Czarne kółko · e3 – Czarne kółko | c5 – Czarne kółko · d5 – Czarne kółko · e5 – Czarne kółko · c4 – Czarne kółko · d4 – Biały król · e4 – Czarne kółko · c3 – Czarne kółko · d3 – Czarne kółko · e3 – Czarne kółko | c5 – Czarne kółko · d5 – Czarne kółko · e5 – Czarne kółko · c4 – Czarne kółko · d4 – Biały król · e4 – Czarne kółko · c3 – Czarne kółko · d3 – Czarne kółko · e3 – Czarne kółko | c5 – Czarne kółko · d5 – Czarne kółko · e5 – Czarne kółko · c4 – Czarne kółko · d4 – Biały król · e4 – Czarne kółko · c3 – Czarne kółko · d3 – Czarne kółko · e3 – Czarne kółko | c5 – Czarne kółko · d5 – Czarne kółko · e5 – Czarne kółko · c4 – Czarne kółko · d4 – Biały król · e4 – Czarne kółko · c3 – Czarne kółko · d3 – Czarne kółko · e3 – Czarne kółko | c5 – Czarne kółko · d5 – Czarne kółko · e5 – Czarne kółko · c4 – Czarne kółko · d4 – Biały król · e4 – Czarne kółko · c3 – Czarne kółko · d3 – Czarne kółko · e3 – Czarne kółko | c5 – Czarne kółko · d5 – Czarne kółko · e5 – Czarne kółko · c4 – Czarne kółko · d4 – Biały król · e4 – Czarne kółko · c3 – Czarne kółko · d3 – Czarne kółko · e3 – Czarne kółko | 6 |
| 5 | c5 – Czarne kółko · d5 – Czarne kółko · e5 – Czarne kółko · c4 – Czarne kółko · d4 – Biały król · e4 – Czarne kółko · c3 – Czarne kółko · d3 – Czarne kółko · e3 – Czarne kółko | c5 – Czarne kółko · d5 – Czarne kółko · e5 – Czarne kółko · c4 – Czarne kółko · d4 – Biały król · e4 – Czarne kółko · c3 – Czarne kółko · d3 – Czarne kółko · e3 – Czarne kółko | c5 – Czarne kółko · d5 – Czarne kółko · e5 – Czarne kółko · c4 – Czarne kółko · d4 – Biały król · e4 – Czarne kółko · c3 – Czarne kółko · d3 – Czarne kółko · e3 – Czarne kółko | c5 – Czarne kółko · d5 – Czarne kółko · e5 – Czarne kółko · c4 – Czarne kółko · d4 – Biały król · e4 – Czarne kółko · c3 – Czarne kółko · d3 – Czarne kółko · e3 – Czarne kółko | c5 – Czarne kółko · d5 – Czarne kółko · e5 – Czarne kółko · c4 – Czarne kółko · d4 – Biały król · e4 – Czarne kółko · c3 – Czarne kółko · d3 – Czarne kółko · e3 – Czarne kółko | c5 – Czarne kółko · d5 – Czarne kółko · e5 – Czarne kółko · c4 – Czarne kółko · d4 – Biały król · e4 – Czarne kółko · c3 – Czarne kółko · d3 – Czarne kółko · e3 – Czarne kółko | c5 – Czarne kółko · d5 – Czarne kółko · e5 – Czarne kółko · c4 – Czarne kółko · d4 – Biały król · e4 – Czarne kółko · c3 – Czarne kółko · d3 – Czarne kółko · e3 – Czarne kółko | c5 – Czarne kółko · d5 – Czarne kółko · e5 – Czarne kółko · c4 – Czarne kółko · d4 – Biały król · e4 – Czarne kółko · c3 – Czarne kółko · d3 – Czarne kółko · e3 – Czarne kółko | 5 |
| 4 | c5 – Czarne kółko · d5 – Czarne kółko · e5 – Czarne kółko · c4 – Czarne kółko · d4 – Biały król · e4 – Czarne kółko · c3 – Czarne kółko · d3 – Czarne kółko · e3 – Czarne kółko | c5 – Czarne kółko · d5 – Czarne kółko · e5 – Czarne kółko · c4 – Czarne kółko · d4 – Biały król · e4 – Czarne kółko · c3 – Czarne kółko · d3 – Czarne kółko · e3 – Czarne kółko | c5 – Czarne kółko · d5 – Czarne kółko · e5 – Czarne kółko · c4 – Czarne kółko · d4 – Biały król · e4 – Czarne kółko · c3 – Czarne kółko · d3 – Czarne kółko · e3 – Czarne kółko | c5 – Czarne kółko · d5 – Czarne kółko · e5 – Czarne kółko · c4 – Czarne kółko · d4 – Biały król · e4 – Czarne kółko · c3 – Czarne kółko · d3 – Czarne kółko · e3 – Czarne kółko | c5 – Czarne kółko · d5 – Czarne kółko · e5 – Czarne kółko · c4 – Czarne kółko · d4 – Biały król · e4 – Czarne kółko · c3 – Czarne kółko · d3 – Czarne kółko · e3 – Czarne kółko | c5 – Czarne kółko · d5 – Czarne kółko · e5 – Czarne kółko · c4 – Czarne kółko · d4 – Biały król · e4 – Czarne kółko · c3 – Czarne kółko · d3 – Czarne kółko · e3 – Czarne kółko | c5 – Czarne kółko · d5 – Czarne kółko · e5 – Czarne kółko · c4 – Czarne kółko · d4 – Biały król · e4 – Czarne kółko · c3 – Czarne kółko · d3 – Czarne kółko · e3 – Czarne kółko | c5 – Czarne kółko · d5 – Czarne kółko · e5 – Czarne kółko · c4 – Czarne kółko · d4 – Biały król · e4 – Czarne kółko · c3 – Czarne kółko · d3 – Czarne kółko · e3 – Czarne kółko | 4 |
| 3 | c5 – Czarne kółko · d5 – Czarne kółko · e5 – Czarne kółko · c4 – Czarne kółko · d4 – Biały król · e4 – Czarne kółko · c3 – Czarne kółko · d3 – Czarne kółko · e3 – Czarne kółko | c5 – Czarne kółko · d5 – Czarne kółko · e5 – Czarne kółko · c4 – Czarne kółko · d4 – Biały król · e4 – Czarne kółko · c3 – Czarne kółko · d3 – Czarne kółko · e3 – Czarne kółko | c5 – Czarne kółko · d5 – Czarne kółko · e5 – Czarne kółko · c4 – Czarne kółko · d4 – Biały król · e4 – Czarne kółko · c3 – Czarne kółko · d3 – Czarne kółko · e3 – Czarne kółko | c5 – Czarne kółko · d5 – Czarne kółko · e5 – Czarne kółko · c4 – Czarne kółko · d4 – Biały król · e4 – Czarne kółko · c3 – Czarne kółko · d3 – Czarne kółko · e3 – Czarne kółko | c5 – Czarne kółko · d5 – Czarne kółko · e5 – Czarne kółko · c4 – Czarne kółko · d4 – Biały król · e4 – Czarne kółko · c3 – Czarne kółko · d3 – Czarne kółko · e3 – Czarne kółko | c5 – Czarne kółko · d5 – Czarne kółko · e5 – Czarne kółko · c4 – Czarne kółko · d4 – Biały król · e4 – Czarne kółko · c3 – Czarne kółko · d3 – Czarne kółko · e3 – Czarne kółko | c5 – Czarne kółko · d5 – Czarne kółko · e5 – Czarne kółko · c4 – Czarne kółko · d4 – Biały król · e4 – Czarne kółko · c3 – Czarne kółko · d3 – Czarne kółko · e3 – Czarne kółko | c5 – Czarne kółko · d5 – Czarne kółko · e5 – Czarne kółko · c4 – Czarne kółko · d4 – Biały król · e4 – Czarne kółko · c3 – Czarne kółko · d3 – Czarne kółko · e3 – Czarne kółko | 3 |
| 2 | c5 – Czarne kółko · d5 – Czarne kółko · e5 – Czarne kółko · c4 – Czarne kółko · d4 – Biały król · e4 – Czarne kółko · c3 – Czarne kółko · d3 – Czarne kółko · e3 – Czarne kółko | c5 – Czarne kółko · d5 – Czarne kółko · e5 – Czarne kółko · c4 – Czarne kółko · d4 – Biały król · e4 – Czarne kółko · c3 – Czarne kółko · d3 – Czarne kółko · e3 – Czarne kółko | c5 – Czarne kółko · d5 – Czarne kółko · e5 – Czarne kółko · c4 – Czarne kółko · d4 – Biały król · e4 – Czarne kółko · c3 – Czarne kółko · d3 – Czarne kółko · e3 – Czarne kółko | c5 – Czarne kółko · d5 – Czarne kółko · e5 – Czarne kółko · c4 – Czarne kółko · d4 – Biały król · e4 – Czarne kółko · c3 – Czarne kółko · d3 – Czarne kółko · e3 – Czarne kółko | c5 – Czarne kółko · d5 – Czarne kółko · e5 – Czarne kółko · c4 – Czarne kółko · d4 – Biały król · e4 – Czarne kółko · c3 – Czarne kółko · d3 – Czarne kółko · e3 – Czarne kółko | c5 – Czarne kółko · d5 – Czarne kółko · e5 – Czarne kółko · c4 – Czarne kółko · d4 – Biały król · e4 – Czarne kółko · c3 – Czarne kółko · d3 – Czarne kółko · e3 – Czarne kółko | c5 – Czarne kółko · d5 – Czarne kółko · e5 – Czarne kółko · c4 – Czarne kółko · d4 – Biały król · e4 – Czarne kółko · c3 – Czarne kółko · d3 – Czarne kółko · e3 – Czarne kółko | c5 – Czarne kółko · d5 – Czarne kółko · e5 – Czarne kółko · c4 – Czarne kółko · d4 – Biały król · e4 – Czarne kółko · c3 – Czarne kółko · d3 – Czarne kółko · e3 – Czarne kółko | 2 |
| 1 | c5 – Czarne kółko · d5 – Czarne kółko · e5 – Czarne kółko · c4 – Czarne kółko · d4 – Biały król · e4 – Czarne kółko · c3 – Czarne kółko · d3 – Czarne kółko · e3 – Czarne kółko | c5 – Czarne kółko · d5 – Czarne kółko · e5 – Czarne kółko · c4 – Czarne kółko · d4 – Biały król · e4 – Czarne kółko · c3 – Czarne kółko · d3 – Czarne kółko · e3 – Czarne kółko | c5 – Czarne kółko · d5 – Czarne kółko · e5 – Czarne kółko · c4 – Czarne kółko · d4 – Biały król · e4 – Czarne kółko · c3 – Czarne kółko · d3 – Czarne kółko · e3 – Czarne kółko | c5 – Czarne kółko · d5 – Czarne kółko · e5 – Czarne kółko · c4 – Czarne kółko · d4 – Biały król · e4 – Czarne kółko · c3 – Czarne kółko · d3 – Czarne kółko · e3 – Czarne kółko | c5 – Czarne kółko · d5 – Czarne kółko · e5 – Czarne kółko · c4 – Czarne kółko · d4 – Biały król · e4 – Czarne kółko · c3 – Czarne kółko · d3 – Czarne kółko · e3 – Czarne kółko | c5 – Czarne kółko · d5 – Czarne kółko · e5 – Czarne kółko · c4 – Czarne kółko · d4 – Biały król · e4 – Czarne kółko · c3 – Czarne kółko · d3 – Czarne kółko · e3 – Czarne kółko | c5 – Czarne kółko · d5 – Czarne kółko · e5 – Czarne kółko · c4 – Czarne kółko · d4 – Biały król · e4 – Czarne kółko · c3 – Czarne kółko · d3 – Czarne kółko · e3 – Czarne kółko | c5 – Czarne kółko · d5 – Czarne kółko · e5 – Czarne kółko · c4 – Czarne kółko · d4 – Biały król · e4 – Czarne kółko · c3 – Czarne kółko · d3 – Czarne kółko · e3 – Czarne kółko | 1 |
|   | a | b | c | d | e | f | g | h |   |